# یاقوت سرخ (فیلم ۱۹۷۷)
یاقوت سرخ (انگلیسی: Ruby) فیلمی ترسناک به کارگردانی کورتیس هرینگتن است که سال ۱۹۷۷ اکران شد. از بازیگران آن می‌توان به پایپر لوری، استوارت ویتمن، جک پرکینز، و لن لسر اشاره کرد.